# Psalm (Kovič)
Psalm je pesem slovenskega pesnika Kajetana Koviča. Vključena v ciklus pesmi z naslovom Vetrnice, ki je del leta 1961 objavljene zbirke pesmi z naslovom Korenine vetra.

## Analiza pesmi Psalm Kajetana Koviča
Zunanjeformalna sestava pesmi Psalm.
Tip lirskega subjekta je oseben, kontaktna smer je naravnana na tako imenovano »blaženo«. Njej je namenjen njegov govor. Kraj in čas lirskega subjekta je abstrakten. Izvir lirskega subjekta je refleksija o zaznavah in doživetjih. Način govora lirskega subjekta je notranji. Glediščna točka lirskega subjekta je notranja, iz svojega spoznanja pripoveduje in ugotavlja in zapisuje ugotovljeno. 
Lahko govorimo o tercinah ali trivirstičnih kiticah. V pesmi Psalm imamo štiri tercine. Rime tudi najdemo in sicer: ( a, b, a), ( d, c, a), ( e, a, f), ( g, h, h ). Ali: živali- zastrupi - stvarmi - sodi. In še: hrepenijo - temo. Beseda »blažena« se ponovi v vsaki kitici, tako da se vsaka kitica začne z besedo blažena. Oblika pesemske oblike psalma se sicer pojavlja v biblični poeziji, tukaj pa jo je sodobni pesnik uporabil v 20. stoletju. 

## Notranjeformalna analiza pesmi Psalm Kajetana Koviča

### Prva kitica
V prvi kitici »blaženo« lirski subjekt opredeljuje kot podobo načina zaznavanja. Način zaznavanja, ki je podoben živalskemu načinu zaznavanja. To pa je način nerazumnosti, ki se ne sporazumeva z besedami, ki so pa na drugi strani dane človeku. Kajti lirski subjekt negativno opredeljuje besede, ki jih človek uporablja za sporazumevanje. Problematičen je način komuniciranja z besedami, pri katerih lahko pride do nesporazumov, kar pesnik opredeli kot zastrupitev. 

### Druga kitica
V drugi kitici je »blažena« opredeljen kot prostor tega načina zaznavanja, od koder prihaja ta oblika zaznavanja, ki jo pesnik poimenuje »blažena«. To je prostor teme. Tako da živijo živali in samotarji, ki so začudeni nad stvarmi in si svet ogledujejo in doživljajo s svojimi čuti, ne merijo podobe sveta s svojim duhom, ki pomeni racionalno merjenje in dojemanje sveta okoli sebe. Kadar je človek postavljen v temo, svet doživlja intenzivneje s svojimi čutili , ne pa z logiko in razumom. Metafora teme, da spoznavamo svet v temi. 

### Tretja kitica
V treji kitici lirski subjekt opredeljuje prostor, kjer je mogoče najti to obliko zaznavanja, ki jo lirski subjekt poimenuje blaženo. Lirski subjekt poudarja, da je blažena zajezena v nagon. Opredeli tudi naravo blažene, da je onkraj dobrega in zlega. Pesnik ji pripiše kvalitete, ki stojijo zunaj moralnih norm in sodb. / Nagon, ki ti vlada in sodi/ in ti odmerja korak in izbira družico za noč./. 

### Četrta kitica
V četrti kitici je opredeljena narava te blažene, da je sestavljena iz nekakšne moči, da lahko privlači k sebi tudi tiste, ki živijo razumsko, / ki jim je dana beseda/, da začnejo čutiti in hrepeneti/ v svojega bitja nezavestno temo./ Lirski subujekt se torej obrača do določenega zaznavnega stanja, za katero je torej značilno, da ni zaznavanje z besedami, da je ne meri duh, da je zajezena v nagon, da po tem stanju hrepenijo tudi tisti, ki jim je dana beseda.

## Sklep
Lirski subjekt opredeljuje dva tipa zaznavanja. Prvi je tip, ki je značilen le za človeka. To je človeška govorica, ki jo človek uporablja za opredeljevanje sveta okoli sebe, za opredeljevanje samega sebe in za sporočanje spoznanega drugim ljudem. Za ljudi, ki uporabljajo govor in besedo za spoznavanje in doživljanje sveta je značilna uporaba duha, ki namesto, da bi svet okoli sebe odkrival, ga meri. Za človeka, ki meri svet okoli sebe in ki uporablja govor, so značilne tudi sodbe, opredeljuje, kaj je dobro in kaj je slabo. Sodbe so lahko zelo subjektivne in nepravične, zmotne, zato so nekaj negativnega, saj če imaš določeno sodbo o določenem predmetu, ga ne vidiš v celoti, ampak le delno in zato tvoj pogled nanj ni celosten. Pesnik pa se opredeljuje za drugi tip zaznavanja, to je tip zaznavanja, ki je poleg človeškim samotarjem, dan tudi živalim. To ni zaznavanje s pomočjo besed, ampak s čutili, podobjo je, ko človek tava v temi, pa mora naprezati vse čuti ( sluh, voh, otip...), da se giblje po prostoru. Tako je lahko človek začuden nad stvarmi, če se ob belem dnev giblje med stvarmi. Prav za takšno vrsto zaznavanja ni značilnih vnaprejšnjih sodb, ampak je zaznavanje, ki zaznava vse v celoti in brez razsodb. Lirski subjekt ugotovi, da ta drugi tip zaznavanja sveta čutijo tudi prvi, ki jim je dana beseda, da čutijo blaženstvo tega tipa zaznavanja in da začnejo po njem hrepeneti, da bi se podali v ta svet, ki ga lahko odkrijejo tudi pri samih sebi, pri svoji obliki zaznavanja, / v svojega bitja nezavestno temo/. Gre seveda za metaforo teme, glede spoznavanje sveta. Pesnik opredeli človeka kot bitje, ki doživlja in spoznava svet razumsko, z besedami, s sodbami, lahko pa doživlja in spoznava svet tudi nerazumsko, nekako nagonsko, kot ga vodijo čuti.  Spoznavanje in doživljanje z besedami je lahko negativno, se zastrupimo, drugo pa je nekaj nepredvidljivega, nevidnega, postavljenega v temo, ki se je ne zavedamo. Nagrrajeni pa smo z blaženostjo, ki nam jo da celostno sprejemanje in doživljanje sveta./ Blažena, ker še tisti, ki jim je dana beseda, / tvoje blaženstvo čutijo in hrepenijo/ v svojega bitja nezavestno temo./